# Tokugawa Iemitsu
Tokugawa Iemitsu (Japans: 徳川家光) (1604 -1651) was de derde shogun van het Tokugawa-shogunaat en heerste over het door zijn grootvader Tokugawa Ieyasu eengemaakte Japan, in opvolging van zijn vader Tokugawa Hidetada.
Hij versterkte zijn greep op de daimyo door het invoeren van het systeem van de Sankin-Kotai, waarbij daimyo om het andere jaar een langere periode aan het hof van de shogun dienden door te brengen terwijl zij hun familie thuis moesten achterlaten.
Het shogunaat wenste na ruim een eeuw van burgeroorlog te bouwen aan een welvarend en vooral stabiel Japan. In die opvatting paste een tot het noodzakelijke minimum terugbrengen van buitenlandse invloeden. In 1639 werd het besluit van de Sakoku genomen en uitgevoerd, dat tot gevolg had dat Japan tot 1867 vrijwel geheel van de buitenwereld bleef afgesloten. Japanners werd verboden het land te verlaten. Naast Chinese en Koreaanse schepen konden alleen Nederlandse schepen via de handelspost op Dejima nog handel drijven in het land. De eliminatie van de missie van de jezuïeten in Japan en het christendom was een onderdeel van dat beleid.
Onder Tokugawa Iemitsu kwam het shogunaat het toppunt van zijn macht. Hij bouwde het Toshogu-heiligdom in Nikko ter ere van zijn grootvader Tokugawa Ieyasu. Zijn eigen mausoleum ligt ernaast. 
| Voorganger: Tokugawa Hidetada | Tokugawa Shogun 1623–1651 | Opgevolgd door: Tokugawa Ietsuna |

- Gemeinsame Normdatei: 119550474
- International Standard Name Identifier: 0000 0000 2636 9130
- Library of Congress Control Number: n84178453
- Bibliotheek van het Japanse parlement: 00625964
- Nationale Bibliotheek van Israël: 987007280071105171
- Nederlandse Thesaurus van Auteursnamen: 204247926
- SNAC: w6612wmm
- Système universitaire de documentation: 082954984
- Virtual International Authority File: 20493499
- WorldCat: E39PBJpjfHmQXydJQWPFKCKWXd